# 扶桑號鐵甲艦
扶桑號鐵甲艦為日本明治政府因“1875年度日本海军增强计划”而採購的西式铁甲舰，為日本帝國海軍唯一採用中央炮廓軍艦設計的近代戰艦；她參加了日本19世紀末到20世紀初的幾場重要戰爭，包括1894年至1895年的甲午戰爭及日俄戰爭等主要海戰，最後以海防艦的身分在1908年退役出售拆解。

## 造艦背景
1872年，日本設立海軍省，但編制下的軍艦除了1艘日進號蒸汽輪船可作為遠洋戰鬥使用，剩下12艘均屬落後的訓練艦，這個問題在1874年的牡丹社事件時表露無遺；因此日本在1875年決定採購新式蒸汽戰艦，包括1艘鐵甲艦、2艘巡洋艦（金剛級巡洋艦），之所以不採用國產是因爲當時的日本並沒有足以興建這類新式武器的技術及場所。
這艘艦船购自英国伦敦萨慕达兄弟公司，1878年1月竣工，设计者为皇家海军造船局主任里德爵士(时任皇家海军造舰总监 Sir. Edward Reed)。扶桑艦是由英國大膽級鐵甲艦的縮小版，此类军舰被称为中央炮廓式铁甲舰(Central Battery Ironclad)，本艦級別則是中央炮廓式二等铁甲舰(2nd Class Central Battery Ironclad)。大膽級的鐵公爵號鐵甲艦在1871年至1875年間擔任中國艦隊的旗艦，因此日本對該級艦並不陌生；扶桑艦垂間長度為67.1公尺、寬14.6公尺、船艏吃水深度5.4公尺、艦艉5.6公尺、重2,248長噸（2,284公噸），編制人員由26位軍官、269位水手組成。雖然因為具有防禦裝甲的設計使她在日本帝國海軍內被列入二等戰艦，但在當時世界先進國家戰艦排水量動輒萬噸，扶桑艦實際性能較偏向海防戰艦，且因噸位限制無論就火炮口徑或是防禦設計都被限制得相當嚴重。
扶桑艦剛服役的武備主要是舰船中部的装甲炮房配備的4門德國克虏伯製240公厘艦炮、艦隻艏艉各配設一門同樣為克魯伯製的170公厘副炮，另有6门12磅炮。标准排水量3717吨，水线部位有105-229mm厚的装甲带。
扶桑号原为风帆蒸汽混合动力，航速13节。1893年进行大改装，改为全蒸汽动力，副炮换装为4门150mm速射炮。扶桑艦參與黄海海战時，她因較為老舊且航速偏慢，成為北洋水師艦隊优先打击目標而受重创。
扶桑号在1897年10月29日在爱媛县伊予滩的长滨冲遭松島號巡洋艦撞沉，一年后打捞出海，1900年在吳海軍工廠修复完成，1909年退役解体。

## 艦歷
- 1875年9月24日 开工建造
- 1877年4月17日 下水
- 1878年1月竣工。
  - 6月11日 到达横浜。
  - 建造时同时配有风帆具和汽轮机，1891年的近代化改装后拆除风帆具。
- 日清戰爭中的黄海海战和威海衛之战都有参战。
- 1897年10月29日 伊予長浜外海与松島號防護巡洋艦相撞沉没。
- 1898年3月21日 日本海軍艦艇類別等級制定时划为二等戰艦。
- 1898年6月5日 打捞
- 1900年4月 維修結束繼續服役
- 日俄战争中参加旅順攻撃后参加黄海海战。
- 1905年12月11日 二等海防艦
- 1908年4月1日 除籍
- 1910年 在横浜解体。

## 歷代艦長
- 伊東祐亨 中佐：1878年5月11日 - 1879年8月19日。
- 松村淳藏 大佐：1879年8月19日 - 1882年8月。
- 福島敬典 大佐：1882年7月7日 - 1882年8月19日。
- 井上良馨 大佐：1882年8月20日 - 1884年2月8日。
- 伊東祐亨 大佐：1884年2月8日 - 12月20日。
- 相浦紀道 大佐：1884年12月20日 - 1885年12月28日。
- 井上良馨 大佐：1886年1月6日 - 1月29日。
- 儿玉利国 中佐：1886年1月29日 - 7月14日。
- 山崎景則 大佐：1886年7月14日 - 1888年6月14日。
- 新井有貫 大佐：1888年6月14日 - 1889年5月15日。
- 瀧野直俊 大佐：1889年5月15日 - 1890年5月13日。
- 鮫島員規 大佐：1890年5月13日 - 1891年6月17日。
- 佐藤鎮雄 大佐：1891年6月17日 - 1891年10月31日。
- 新井有貫 大佐：1894年7月8日 - 1895年11月18日。
- 島崎好忠 大佐：1896年6月5日 - 11月26日。
- 上村正之丞 大佐：1896年11月26日 - 1897年6月1日。
- 瓜生外吉 大佐：1897年6月1日 - 12月28日。
- 成川揆 大佐：1900年6月7日 - 8月6日。
- 今井兼昌 大佐：1900年8月6日 - 11月6日。
- 成田勝郎 大佐：1901年7月5日 - 1902年3月13日。
- 木村浩吉 中佐：1903年1月12日 - 7月7日。
- （兼）奥宮衛 中佐：1903年7月7日 - 12月28日。
- （心得）奥宮衛 中佐：1903年12月28日 - 1905年1月12日。
- 長井群吉 大佐：1905年1月11日 - 12月12日。
- 土山哲三 中佐：1905年2月12日 - 1907年5月2日。
- 築山清智 大佐：1907年5月2日 - 1908年4月1日。